# Elysia timida
Espèce
L’Élysie timide (Elysia timida), est une espèce de mollusques marins appartenant aux Sacoglossa, un ordre de gastéropodes hétérobranches. Elle ne présente pas de coquille, comme certains représentants des sacoglosses, appelés alors « limaces de mer » (ce terme, incluant également des représentants d'autres ordres, il ne fait pas référence à un groupe monophylétique).
Elysia timida mesure moins de deux centimètres et se nourrit d'algues vertes qu’elle digère en séquestrant les chloroplastes dans les cellules de ses glandes digestives. Ces chloroplastes dont l’activité photosynthétique est fonctionnelle sont alors maintenus au sein de l’hôte pendant plusieurs mois. Les mollusques sacoglosses sont les seuls métazoaires chez lesquels ce phénomène, appelé kleptoplastie, a été décrit.

## Distribution
Elysia timida présente une distribution s’étendant des zones océaniques tempérées à tropicales. On la trouve en milieu peu profond et généralement sa distribution suit celle de l’algue Acetabularia acetabulum dont elle se nourrit principalement.

## Cycle de vie

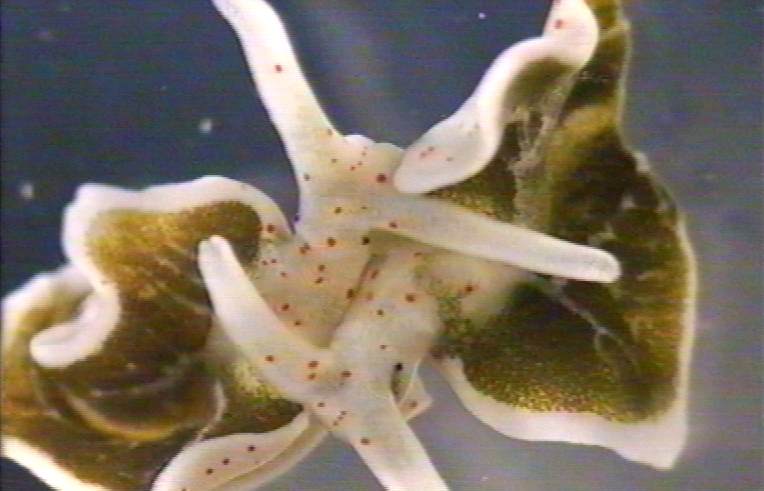
Copulation chez Elysia timida

Le cycle de vie d’E. timida débute par une fécondation, interne, entre un individu mâle et un individu femelle (gonochorisme). La ponte comprend plus de 100 œufs dépourvus de chloroplastes. Trois semaines plus tard, l’éclosion donne naissance à des larves véligères pélagiques ainsi qu’à des juvéniles présentant une coquille (protoconque).
Après la métamorphose, ayant lieu dans les 3 à 4 jours suivant l’éclosion, les juvéniles transparents et sans coquille commencent à se nourrir sur A. acetabulum, acquérant ainsi la couleur verte caractéristique de cette espèce. Dans le même temps, les rhinophores tubulaires et les parapodes se développent. Environ trois mois après l’éclosion, la maturité sexuelle est atteinte .

## Kleptoplastie

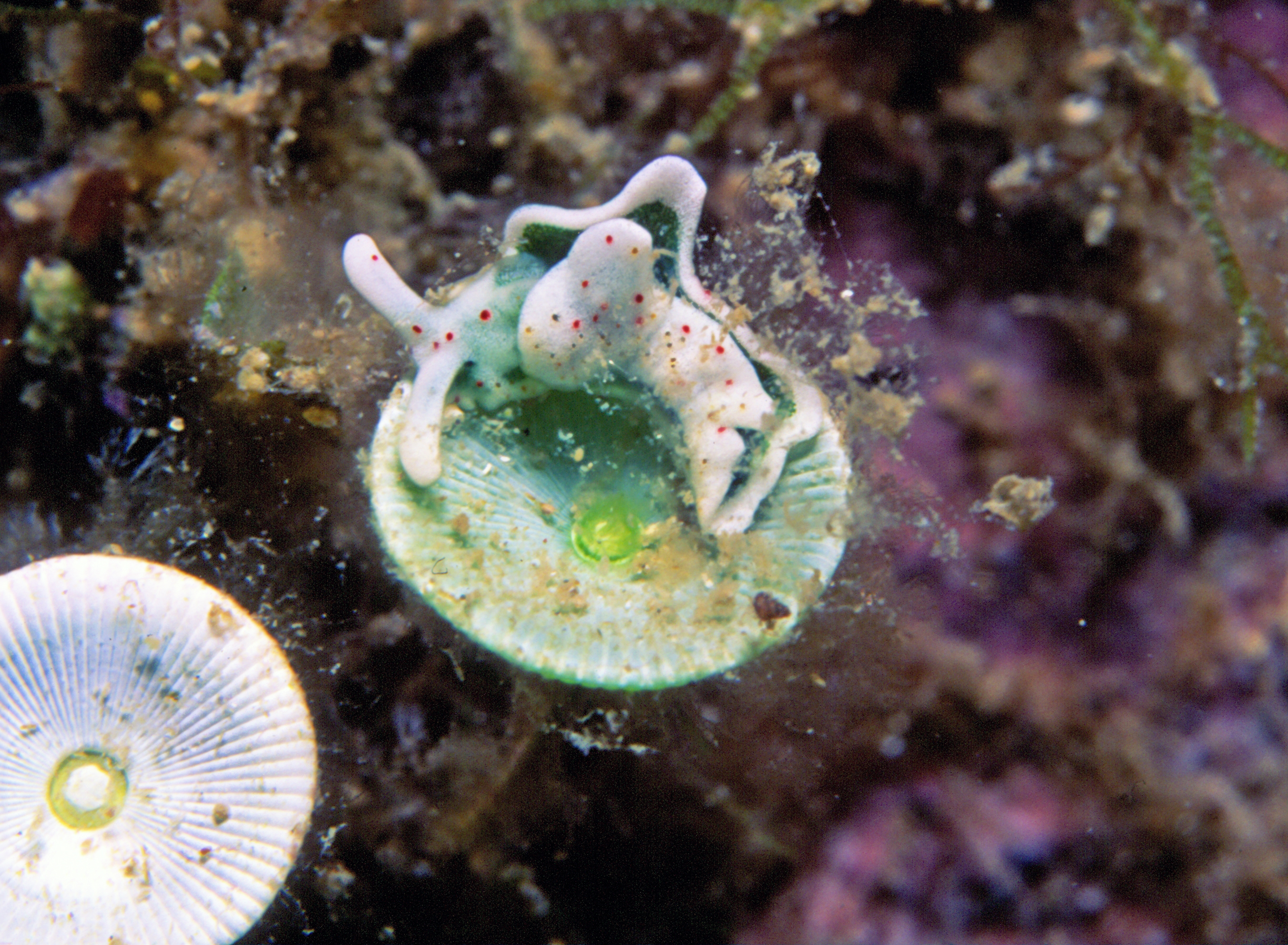
Elysia timida sur Acetabularia acetabulum

Elysia timida se nourrit de l’algue Acetabularia acetabulum. Cependant, bien que des expériences en laboratoire aient montré une « préférence » d’E. timida pour A. acetabulum , des occurrences d’Elysia timida sur d’autres algues vertes, telles que Codium spp et Cladophora dalmatica, ont été reportées ,.
Elysia timida dégrade la paroi cellulaire de l’algue à l’aide de sa radula (langue chitineuse) et ingère uniquement le contenu de la cellule. Les seuls organites traversant les parois du tractus digestif sont les plastes qui pénètrent dans le cytoplasme des cellules des glandes digestives après phagocytose. Le plaste ainsi ingéré peut maintenir une activité photosynthétique pendant plus de trois mois. La kleptoplastie permet aux individus la pratiquant de survivre durant de longues périodes de diète (jusqu'à 10 mois pour l'espèce Elysia chlorotica, qui est celle qui bénéficie le plus de sa relation avec les chloroplastes ingérés et conservés).
Des expériences de privation de nourriture ont été réalisées sur différentes espèces de Sacoglosses. Ces expériences ont consisté à étudier le comportement et surtout l'évolution de la morphologie après des périodes aux durées bien définies par comparaison d'espèces affamées exposées à l'obscurité à des espèces affamées en présence d'une légère irradiance lumineuse. L'énergie photosynthétique semble jouer un rôle important dans les taux de survie d'E. timida. Les spécimens conservés dans l'obscurité ne pouvant pas obtenir d'énergie photosynthétique de leurs kleptoplastes montrent un taux de diminution de taille et de masse plus élevé et un taux de survie plus faible que les spécimens conservés à la lumière, ce qui montre que la photosynthèse est une source importante de nutriments pour E. timida. Les spécimens affamés gardés dans l'obscurité ont présenté une diminution de taille d'environ 20% supérieure à ceux privés uniquement de nourriture d'algues pendant à peu près 4 semaines d'expérience. 
Une autre fonction de la rétention des chloroplastes pourrait être d'obtenir des réserves d'énergie à utiliser pendant les périodes où les Sacoglosses recherchent de la nourriture et se reproduisent.
E. timida a longtemps été considérée comme un organisme photo-autotrophe , or il a été démontré qu’elle ne se nourrit pas uniquement des produits de la photosynthèse réalisée par les kleptoplastes, celle-ci ne couvrant qu’une portion minime (0,25%) des besoins de l’animal pour sa croissance .
La rétention des plastes à long terme peut en partie être expliquée par différents acteurs du génome plastidial de certaines algues. En effet, la photosynthèse entraine une altération de la protéine D1 du photosystème II, menant à la formation d’espèces réactives de l’oxygène, toxiques pour le chloroplaste. Trois gènes impliqués dans la réparation du photosystème II ont notamment été identifiés : psbA, codant la protéine D1, ftsH permettant la dégradation de la protéine altérée et tufA nécessaire à l’expression de ftsH.
La localisation de tels gènes dans le génome plastidial des algues, à l’inverse des embryophytes chez lesquels ces gènes sont nucléaires, suggère une indépendance du plaste pour la réparation du photosytème II et donc un maintien à long terme dans les cellules d’Elysia lié aux propriétés intrinsèques du plaste .
Elysia timida pourrait également fournir un environnement favorable à la persistance des plastes grâce à des adaptations comportementales telles que la phototaxie positive ainsi que le repliement des lobes parapodiaux afin de modifier le flux de lumière. 
Une autre adaptation provenant cette fois-ci des kleptoplastes correspond à l'activation d'un cycle réversible de la Xanthophylle dans les plastes, permettant de dissiper l'excès d'énergie apporté par la lumière. Il s'agit-là d'un mécanisme de photoprotection.
Une implication du plaste dans les mécanismes non liés à la photosynthèse a été évoquée, ceux-ci agissant notamment sur les voies OXPHOS permettant la réduction des composés oxydés générés par la mitochondrie de l’hôte.